# Anthanassa subconcolor
Anthanassa subconcolor är en fjärilsart som beskrevs av Johannes Karl Max Röber 1914. Anthanassa subconcolor ingår i släktet Anthanassa och familjen praktfjärilar. Inga underarter finns listade i Catalogue of Life.